# Nicolas Alfonso
Pour les articles homonymes, voir Alfonso.
Nicolas Alfonso, né à Santander (Espagne) le 6 décembre 1913 et mort le 2 octobre 2001, est un guitariste et compositeur espagnol. Il a enseigné aux Académies de Musique d'Uccle et de Woluwé-Saint-Pierre à partir de 1957 et au Conservatoire royal de Bruxelles à partir de 1965.

## Œuvres
- Melodias de España (Bolero, Jotilla, El Vito) (1957)
- Méthode de guitare volumes I et II (1960)
- Trois études (1962)
- Quatre pièces (1963)
- Six pièces faciles (1969)
- Dos melodias regionales (1974)
- Valse choral fandango (1977)
- Chants et danses d'Espagne (1985)
- Souvenirs d'Espagne (1988)
- Funny guitar (1997)